# Mykyta Polulach
Mykyta Anatolijowycz Polulach, ukr. Микита Анатолійович Полюлях (ur. 15 marca 1993 w Dnieprodzierżyńsku, w obwodzie dniepropetrowskim, Ukraina) – ukraiński piłkarz, grający na pozycji pomocnika.

## Kariera piłkarska

### Kariera klubowa
Wychowanek klubów Enerhojunior Dnieprodzierżyńsk, Widradny Kijów, Dynamo Kijów i Dnipro Dniepropetrowsk, barwy których bronił w juniorskich mistrzostwach Ukrainy (DJuFL). Karierę piłkarską rozpoczął 20 marca 2009 w drużynie rezerwowej Dnipra Dniepropetrowsk. Podczas przerwy zimowej sezonu 2010/11 przeszedł do Metałurha Donieck W lipcu 2014 został wypożyczony na pół roku do Stali Ałczewsk. Wiosną 2015 występował w amatorskim zespole WPK-Ahro ze wsi Mahdałyniwka. Latem 2015 wyjechał do Gruzji, gdzie został piłkarzem Kolcheti 1913 Poti. 5 sierpnia 2016 zasilił skład Awanhardu Kramatorsk.

### Kariera reprezentacyjna
Występował w juniorskich reprezentacjach Ukrainy U-17 i U-19.

## Sukcesy i odznaczenia

### Sukcesy klubowe
Metałurh Donieck
- finalista Pucharu Ukrainy: 2011/12